# Golf Magazine Presents 36 Great Holes Starring Fred Couples
Golf Magazine Presents 36 Great Holes Starring Fred Couples è un videogioco di golf per Sega Mega Drive 32X. Fred Couples viene ritratto sulla copertina del gioco ed è sponsorizzato da Golf Magazine. Fu pubblicato nel 1995 in Nord America, Giappone ed Europa.
Il gioco dispone di 12 golfisti e 12 golfiste e di 27 campi da golf sparsi negli Stati Uniti.

## Accoglienza
| Testata                   | Giudizio |
| ------------------------- | -------- |
| Computer and Video Games  | 89/100   |
| Electronic Gaming Monthly | 6.5/10   |
| Famitsū                   | 23/40    |
| GamePro                   | 3,5/5    |
| M! Games                  | 78%      |
| Mean Machines Sega        | 73/100   |
| Mega Fun                  | 77%      |
| Next Generation           | 3/5      |
| Sega Saturn Magazine      | 7,0/10   |
| Video Games (DE)          | 71%      |

Golf Magazine Presents 36 Great Holes Starring Fred Couples ha ricevuto recensioni contrastanti. GamePro raccomandò il gioco "a golfisti pensanti che amano sperimentare", elogiando l'ampia gamma di opzioni e la grafica dettagliata del campo, sebbene criticò i difficoltosi controlli di tiro e le mappe aeree poco chiare. Un membro di Next Generation valutò il gioco come un decente simulatore di golf con buone caratteristiche ma concluse che Golf Magazine Presents 36 Great Holes Starring Fred Couples "è solo un altro simulatore di golf senza la profondità della serie PGA di EA, e per finire, la grafica non è così impressionante per un gioco a 32-bit. L'unica cosa che non si era mai vista prima è il massiccio titolo a 15 sillabe. Due revisori di Mean Machines Sega rimarcarono la poca differenza tra il gioco e quelli PGA. Computer and Video Games fu più positivo, definendo il gioco "superiore a qualsiasi altro titolo del suo genere".